# Parequula melbournensis
Parequula melbournensis és una espècie de peix pertanyent a la família dels gerrèids i l'única del gènere Parequula.

## Descripció
- Pot arribar a fer 22 cm de llargària màxima.[3][4]

## Hàbitat
És un peix marí, demersal i de clima temperat que viu entre 3 i 100 m de fondària a la plataforma continental i sobre fons sorrencs i d'algues marines.

## Distribució geogràfica
Es troba a l'Índic oriental: el sud d'Austràlia (des del sud d'Austràlia Occidental fins a Victòria, incloent-hi Tasmània).

## Observacions
És inofensiu per als humans.